# World Badminton Grand Prix 1996
Der World Badminton Grand Prix 1996 war die 14. Auflage des World Badminton Grand Prix. Die Turnierserie bestand aus 20 internationalen Meisterschaften. Am Ende der Saison wurde ein Grand Prix Finale ausgetragen.

## Austragungsorte
| Veranstaltung       | Ort                 | Preisgeld    | IBF-Wertungskategorie | Datum        |
| ------------------- | ------------------- | ------------ | --------------------- | ------------ |
| Chinese Taipei Open | Taipeh              | 125.000 US $ | 5 Sterne              | 10.–14.1.    |
| Japan Open          | Tokio               | 150.000 US $ | 5 Sterne              | 16.–21.1.    |
| Korea Open          | Seoul               | 125.000 US $ | 5 Sterne              | 23.–27.1.    |
| Swiss Open          | Basel               | 100.000 US $ | 4 Sterne              | 28.2.–3.3.   |
| Swedish Open        | Malmö               | 60.000 US $  | 3 Sterne              | 6.–10.3.     |
| All England         | Birmingham          | 125.000 US $ | 5 Sterne              | 11.–16.3.    |
| Polish Open         | Spała               | 35.000 US $  | 2 Sterne              | 28.–31.3.    |
| Puerto Rico Open    |                     | 15.000 US $  | 1 Stern               | 7.–11.8.     |
| Malaysia Open       | Kuala Lumpur        | 180.000 US $ | 6 Sterne              | 21.–25.8.    |
| Indonesia Open      | Medan               | 170.000 US $ | 6 Sterne              | 27.–31.8.    |
| Brunei Open         | Bandar Seri Begawan | 60.000 US $  | 3 Sterne              | 5.–8.9.      |
| Singapore Open      | Singapur            |              |                       | 2.–8.9       |
| Canada Open         |                     |              |                       | 22.9.        |
| US Open             | Orange              | 200.000 US $ | 6 Sterne              | 25.–29.9.    |
| Hamburg Cup         | Hamburg             | 50.000 DM    | 1 Stern               | 30.9.–1.10.  |
| Dutch Open          | Den Bosch           | 60.000 US $  | 3 Sterne              | 2.–6.10.     |
| Russia Open         | Moskau              | 90.000 US $  | 4 Sterne              | 10.–13.10.   |
| Denmark Open        | Middelfart          | 90.000 US $  | 4 Sterne              | 16.–20.10    |
| German Open         | Saarbrücken         | 125.000 US $ | 5 Sterne              | 23.–27.10.   |
| China Open          | Dongguan            | 140.000 US $ | 5 Sterne              | 30.10.–3.11. |
| Hong Kong Open      | Hongkong            | 125.000 US $ | 5 Sterne              | 7.–10.11.    |
| Thailand Open       | Bangkok             | 125.000 US $ | 5 Sterne              | 11.–17.11    |
| Scottish Open       | Glasgow             | 15.000 US $  | 1 Stern               | 20.–24.11.   |
| Vietnam Open        | Ho-Chi-Minh-Stadt   | 80.000 US $  | 3 Sterne              | 21.–24.11.   |
| Grand Prix Finale   | Denpasar, Bali      | 350.000 US $ | –                     | 4.–8.12.     |

## Die Sieger
| Veranstaltung       | Herreneinzel           | Dameneinzel      | Herrendoppel                            | Damendoppel                             | Mixed                             |
| ------------------- | ---------------------- | ---------------- | --------------------------------------- | --------------------------------------- | --------------------------------- |
| Chinese Taipei Open | Dong Jiong             | Susi Susanti     | Peter Axelsson Pär-Gunnar Jönsson       | Ge Fei Gu Jun                           | Michael Søgaard Rikke Olsen       |
| Japan Open          | Joko Suprianto         | Ye Zhaoying      | Rexy Mainaky Ricky Subagja              | Gil Young-ah Jang Hye-ock               | Park Joo-bong Ra Kyung-min        |
| Korea Open          | Kim Hak-kyun           | Bang Soo-hyun    | Rexy Mainaky Ricky Subagja              | Gil Young-ah Jang Hye-ock               | Park Joo-bong Ra Kyung-min        |
| Swiss Open          | Poul-Erik Høyer Larsen | Camilla Martin   | Jon Holst-Christensen Thomas Lund       | Lisbet Stuer-Lauridsen Marlene Thomsen  | Jan-Eric Antonsson Astrid Crabo   |
| Swedish Open        | Yu Lizhi               | Zhang Ning       | Ade Sutrisna Candra Wijaya              | Helene Kirkegaard Rikke Olsen           | Park Joo-bong Ra Kyung-min        |
| All England         | Poul-Erik Høyer Larsen | Bang Soo-hyun    | Rexy Mainaky Ricky Subagja              | Ge Fei Gu Jun                           | Park Joo-bong Ra Kyung-min        |
| Polish Open         | Yu Lizhi               | Meiluawati       | Ge Cheng Tao Xiaoqiang                  | Marina Andrievskaia Christine Magnusson | Chen Xingdong Peng Xinyong        |
| Malaysia Open       | Ong Ewe Hock           | Zhang Ning       | Cheah Soon Kit Yap Kim Hock             | Rikke Olsen Marlene Thomsen             | Tri Kusharyanto Minarti Timur     |
| Indonesia Open      | Joko Suprianto         | Susi Susanti     | S. Antonius Budi Ariantho Denny Kantono | Eliza Nathanael Zelin Resiana           | Tri Kusharyanto Minarti Timur     |
| Brunei Open         | Dwi Aryanto            | Wu Huimin        | Cun Cun Haryono Ade Lukas               | Thitikan Duangsiri Pornsawan Plungwech  | Sandiarto Vera Octavia            |
| US Open             | Joko Suprianto         | Mia Audina       | Sigit Budiarto Candra Wijaya            | Eliza Nathanael Zelin Resiana           | Kim Dong-moon Chung So-young      |
| Hamburg Cup         | Oliver Pongratz        | Anne Søndergaard | Dharma Gunawi Yoseph Phoa               | Eline Coene Erica van den Heuvel        | Jonas Rasmussen Ann-Lou Jørgensen |
| Dutch Open          | Sun Jun                | Yao Yan          | Ge Cheng Tao Xiaoqiang                  | Eline Coene Erica van den Heuvel        | Jan-Eric Antonsson Astrid Crabo   |
| Russia Open         | Sun Jun                | Han Jingna       | Andrei Antropow Nikolai Sujew           | Helene Kirkegaard Rikke Olsen           | Chen Xingdong Peng Xinyong        |
| Denmark Open        | Thomas Stuer-Lauridsen | Gong Zhichao     | Jim Laugesen Thomas Stavngaard          | Helene Kirkegaard Rikke Olsen           | Michael Søgaard Rikke Olsen       |
| German Open         | Rashid Sidek           | Yao Jie          | Jon Holst-Christensen Thomas Lund       | Indarti Issolina Deyana Lomban          | Tri Kusharyanto Minarti Timur     |
| China Open          | Fung Permadi           | Zhang Ning       | Sigit Budiarto Candra Wijaya            | Qin Yiyuan Tang Hetian                  | Chen Xingdong Peng Xinyong        |
| Hong Kong Open      | Fung Permadi           | Camilla Martin   | S. Antonius Budi Ariantho Denny Kantono | Lisbet Stuer-Lauridsen Marlene Thomsen  | Michael Søgaard Rikke Olsen       |
| Thailand Open       | Dong Jiong             | Wang Chen        | Sigit Budiarto Candra Wijaya            | Indarti Issolina Deyana Lomban          | Tri Kusharyanto Minarti Timur     |
| Vietnam Open        | Nunung Subandoro       | Zeng Yaqiong     | Choong Tan Fook Lee Wan Wah             | Peng Xinyong Zhang Jin                  | Liu Yong Zhang Jin                |
| Grand Prix Finale   | Fung Permadi           | Susi Susanti     | Rexy Mainaky Ricky Subagja              | Ge Fei Gu Jun                           | Michael Søgaard Rikke Olsen       |